# Robert Mosbacher
Robert Adam Mosbacher (Mount Vernon, 11 de marzo de 1927-Houston, 24 de enero de 2010) fue un deportista estadounidense que compitió en vela en la clase Soling. Ganó una medalla de oro en el Campeonato Mundial de Soling de 1971.

## Palmarés internacional
| Campeonato Mundial | Campeonato Mundial    | Campeonato Mundial | Campeonato Mundial |
| Año                | Lugar                 | Medalla            | Clase              |
| ------------------ | --------------------- | ------------------ | ------------------ |
| 1971               | Byron Bay (Australia) | Medalla de oro     | Soling             |